# 30. п. н. е.

## Догађаји
- 1. август — Октавијан улази у Александрију чиме је Египат фактички анектиран Римској републици. Марко Антоније врши самоубиство, чиме је окончан последњи од грађанских ратова Римске републике.

## Смрти
- 1. август — Марко Антоније, римски конзул и генерал (р. 83. п. н. е.)
- 12. август — Клеопатра VII, краљица Египта (р. 69. п. н. е.)
- 23. август — Цезарион, син Јулија Цезара и Клеопатре (р. 47. п. н. е.)